# Малецкий, Камиль
Камиль Малецкий (пол. Kamil Małecki ); (род. 2 января 1996, Бытув, Поморское воеводство) — польский профессиональный шоссейный велогонщик, выступающий  за команду мирового тура «CCC Team».

## Достижения
2014
2-й Чемпионат Польши — Групповая гонка (юниоры)
2017
2-й Carpathian Couriers Race U23 — Генеральная классификация
1-й — Этап 2
6-й Тур Мазовии — Генеральная классификация
2018
1-й Grand Prix Doliny Baryczy Milicz
2-й Тур Венгрии — Генеральная классификация
8-й Трофео Маттеотти
2019
1-й  Szlakiem Grodów Piastowskich — Генеральная классификация
1-й — Этап 1b
1-й  Bałtyk-Karkonosze Tour — Генеральная классификация
1-й — Этап 4 (ИГ)
4-й Memoriał Andrzeja Trochanowskiego
5-й Memoriał Romana Siemińskiego
5-й Visegrad 4 Bicycle Race — Гран-при Польши